# Helicia kjellbergii
Helicia kjellbergii är en tvåhjärtbladig växtart som beskrevs av Herman Otto Sleumer. Helicia kjellbergii ingår i släktet Helicia och familjen Proteaceae. Utöver nominatformen finns också underarten H. k. calva.